# 아멜리타 갈리 쿠르치

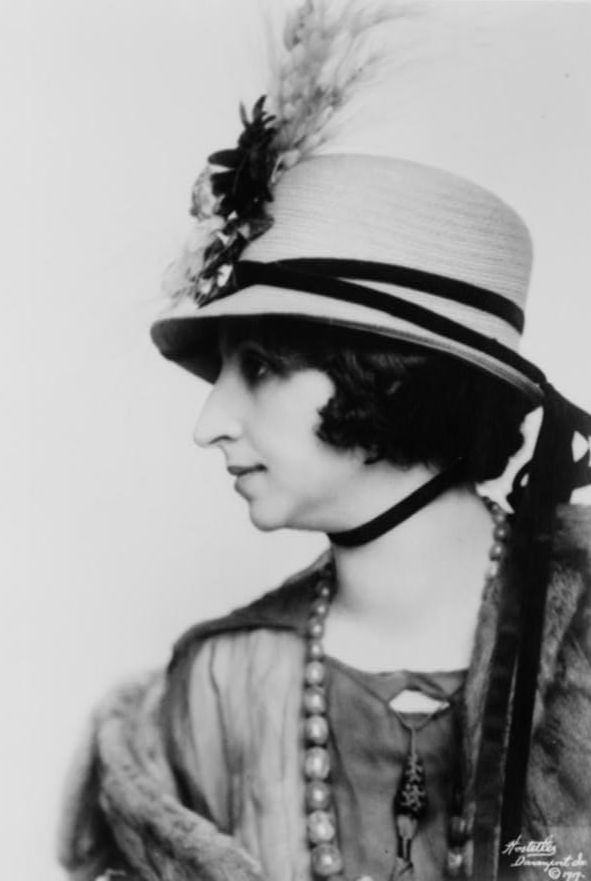
아멜리타 갈리-쿠르치

아멜리타 갈리-쿠르치(이탈리아어: Amelita Galli-Gurci, 1882년 11월 18일 ~ 1963년 11월 26일)는 20세기의 초 활약한 이탈리아의 콜로라투라 소프라노 가수이다.

## 생애
밀라노에서 태어났다. 초기에는 피아노에 뜻을 두어 1903년 1위로 밀라노 음악원을 졸업하고 피아노과의 교수로 취임하였다. 그 뒤 마스카니에게 아름다운 목소리를 인정받아 1908년 로마 왕립가극장에서 〈리골레토〉의 질다 역으로 데뷔하였다. 이탈리아 각지에서 노래를 부른 뒤 1916년 시카고에서 지르다 역을 맡았으며, 1920년에 메트로폴리탄 가극장에서 〈라 트라비아타〉를 불러 일약 명성을 떨치었다.
한때는 목을 앓았으나 1935년의 수술로 기적적으로 회복하여 다음해 시카고에서 미미 역으로 재기를 꾀하였지만 지난날의 인기를 회복하지는 못하였다. 그 뒤 미국으로 국적을 옮겨 1936년 샌타페이에서 은퇴, 캘리포니아에서 사망하였다.
경묘한 목소리의 기교는 좋은 평가를 받았다.